# 蘇聯的羅馬尼亞戰俘
在第二次世界大戰結束時，蘇聯境內的羅馬尼亞戰俘數量相當可觀。在1944年羅馬尼亞政變（8月23日）後，羅馬尼亞從軸心國轉向同盟國，隨後約10萬名羅馬尼亞士兵被紅軍解除武裝並俘虜。在此之前，約有16.5萬名羅馬尼亞士兵被報告為失蹤，其中大部分被認為是戰俘。蘇聯當局通常將戰俘用作各種勞改營的勞工。

## 历史
從1943年底到1944年初，羅馬尼亞戰俘被分配到蘇聯運營的16個生產營地中。他們在幾個營地中佔據多數，例如里亞博沃的75號營（泥炭開採）、秋明州的93號營（林業作業）和斯帕斯基-扎沃德的99號營（煤礦業）。此外，他們也是波塔尼諾的68號營、阿斯別斯特的84號營及别克托夫卡的108號營的重要勞動力。:XXVI

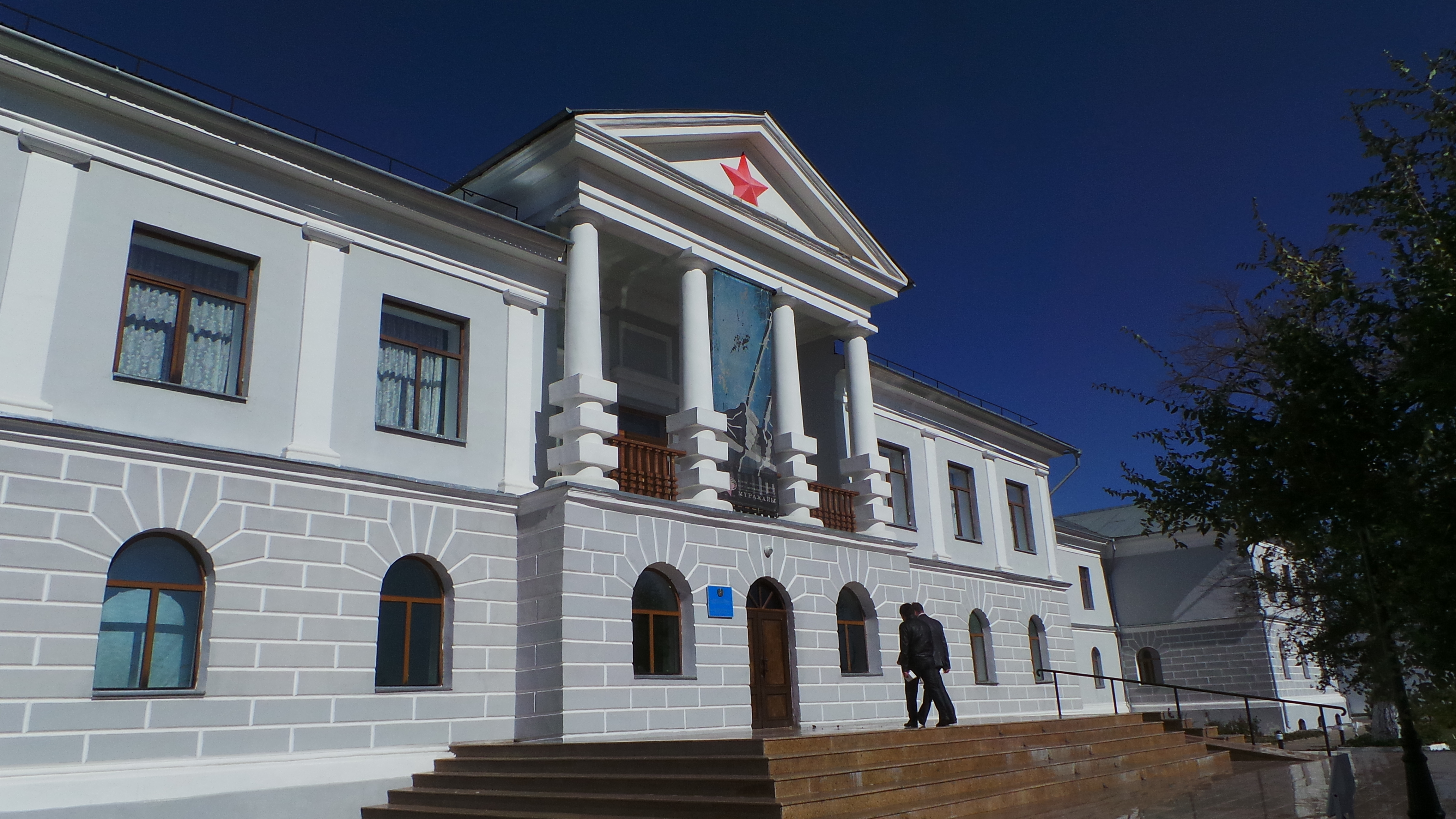
卡爾拉格管理大樓，位於多林卡 (哈薩克斯坦)

例如，在卡拉干達州的斯帕斯基戰俘營中，有6,740名羅馬尼亞戰俘。 斯帕斯基99號營距離卡拉干達約45 km（28 mi），於1941年7月設立，是該地區最大的戰俘營。 第一批羅馬尼亞戰俘（共918人）於1941年9月8日抵達該營。:36 雖然該營最終以德國和日本戰俘為主，但仍有超過8,000名羅馬尼亞戰俘。 在斯帕斯基營中，超過1,100名羅馬尼亞戰俘因惡劣條件而死亡。
部分羅馬尼亞戰俘自願加入蘇聯軍隊，並於1943年10月組成都鐸·弗拉迪米雷斯庫師（指揮官尼古拉·坎布雷亞），但該部隊直到羅馬尼亞投向同盟國後才投入戰鬥。1945年4月，第二支部隊霍里亞、克洛什克和克里尚師（指揮官米哈伊·拉斯克爾）成立，由戰俘和羅馬尼亞共產黨志願者組成，但尚未參戰戰爭便已結束。
根據1946年4月給維亞切斯拉夫·莫洛托夫的報告，在1945年，共有61,662名羅馬尼亞戰俘獲釋並遣返，20,411人參加了羅馬尼亞志願師的組建，約50,000人仍留在蘇聯勞改營。最後一批羅馬尼亞戰俘於1956年獲釋。然而，一些人在回到羅馬尼亞後，又被共產黨政府以「對蘇聯發動戰爭」的罪名逮捕，並送往西蓋特監獄。

## 纪念
2003年9月9日，時任羅馬尼亞總統揚·伊利埃斯庫在斯帕斯基營的墓地為一座花崗岩紀念碑揭幕。 碑文為：「In memoriam，紀念1941年至1950年在哈薩克斯坦中部史達林集中營中逝世的900多名羅馬尼亞戰俘。」

## 進一步閱讀
- Anton Antonov-Ovseenko. . 舊金山: Harper & Row. 1981. ISBN 0-06-010148-2.
- （德語） Johann Urwich-Ferry, "Ohne Pass durch die UdSSR", München, 1976–1978; （羅馬尼亞語）"Fără pașaport prin URSS. Amintiri", Editura Eminescu, 布加勒斯特, 1999.